# Bromus catharticus
La cebadilla criolla, guilno de Chile o cebadilla (Bromus catharticus) es una especie fanerógama perteneciente a la familia de las gramíneas (Poaceae). Es originaria de Sudamérica.

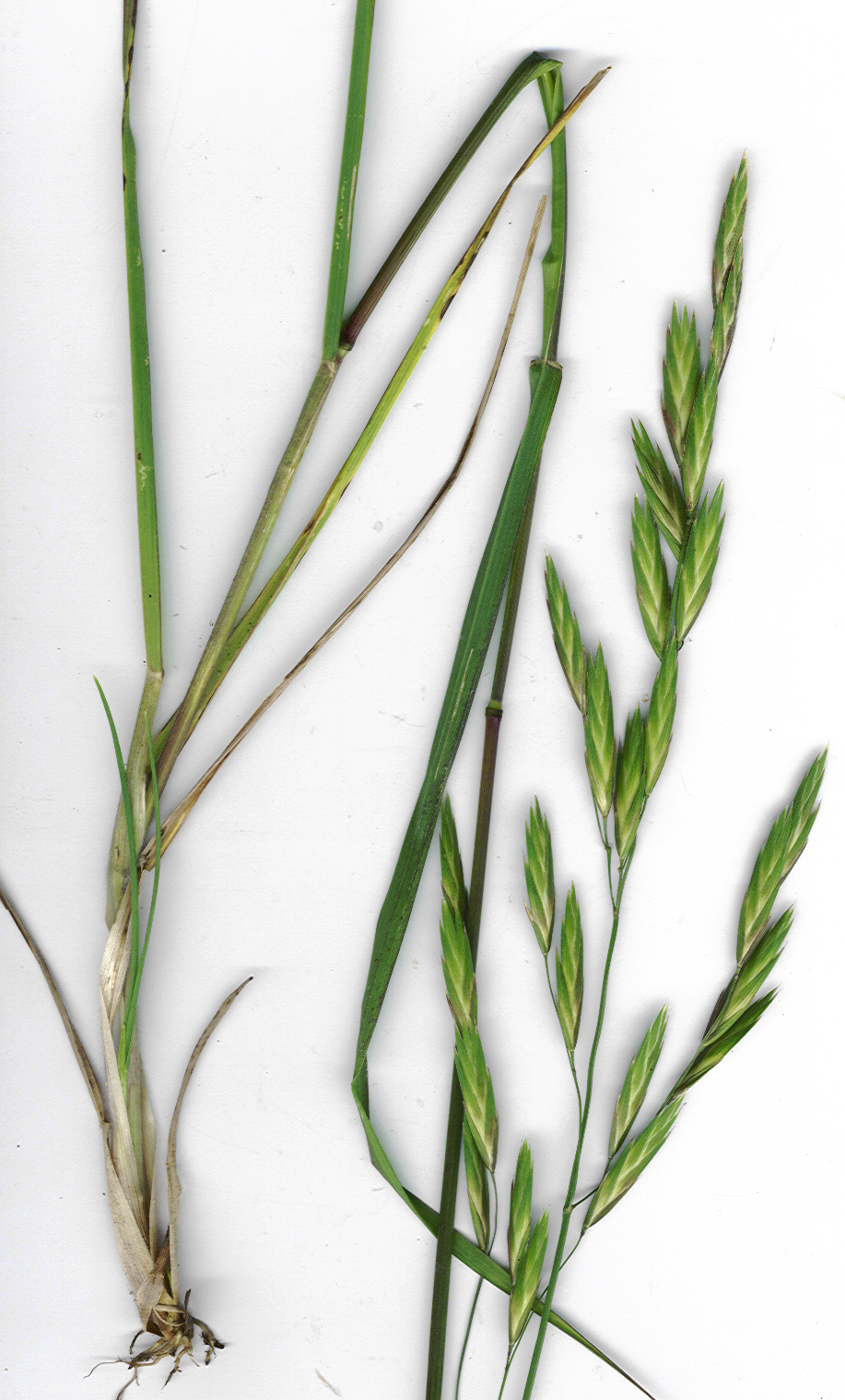
Vista de la planta

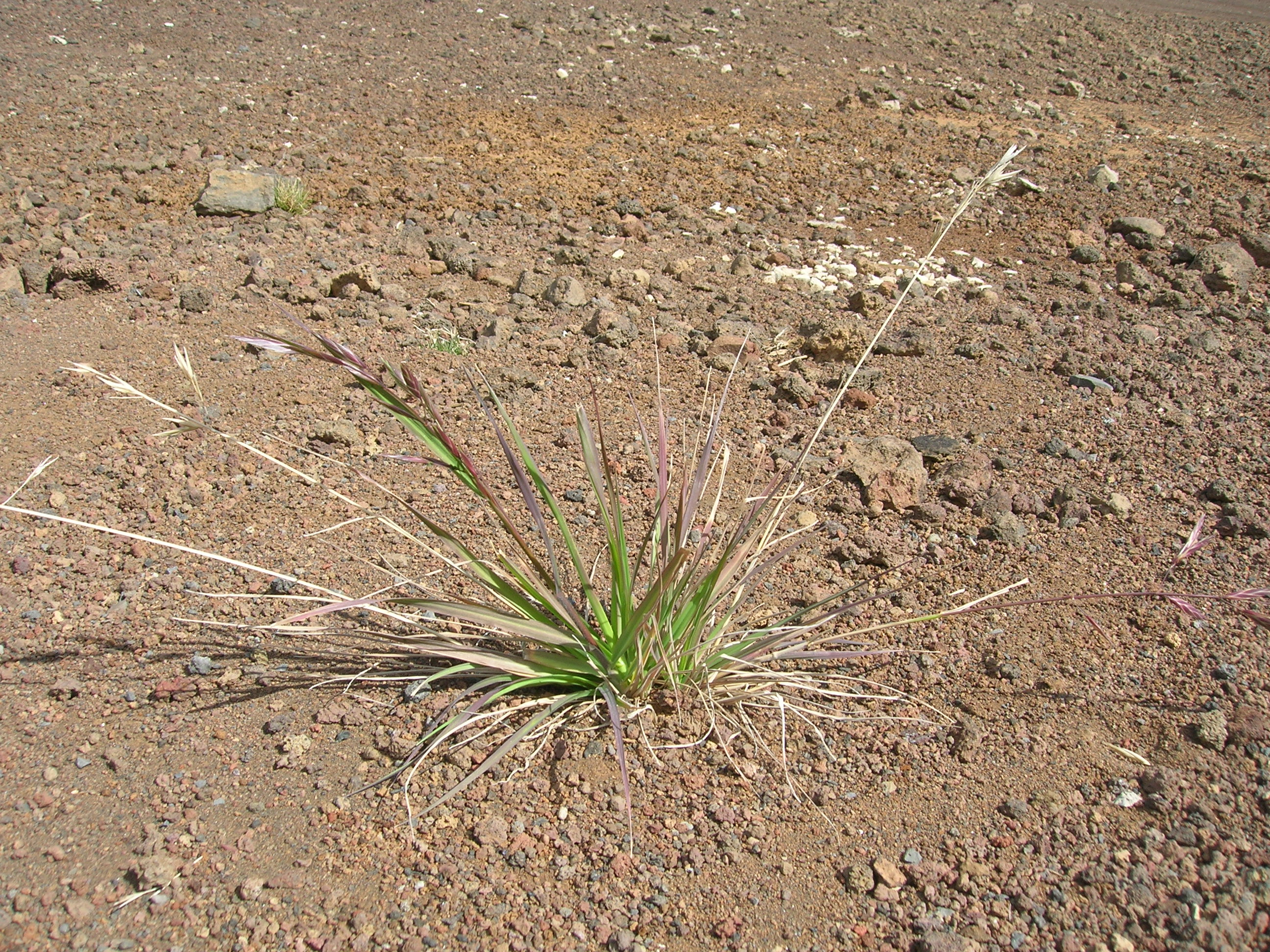
Vista de la planta

## Descripción
Presenta raíz ramificada, el tallo con nudos de consistencia herbácea. Las hojas lineal lanceoladas, paralelinervia, con presencia de lígula. La inflorescencia es una panoja laxa.
Planta bienal o perenne cespitosa con tallos que alcanzan un tamaño de 10-100 cm de altura. Hojas glabras o pelosas; lígula 1-3 mm; láminas hasta 30 cm x 4-7 mm. Panícula 5-30 cm. Espiguillas 2-3 cm; gluma inferior 7-8 mm, 5-7-nervia; gluma superior 8-10 mm, 9-nervia; flósculos 6-12; lemas 11-17 mm, carinado-comprimidas, 9-13-nervias, glabras o escabrosas, el ápice diminutamente denticulado, la arista hasta 1 mm.

## Distribución
Se encuentra en Argentina,Bolivia y Uruguay, también se ha naturalizado en Australia.

## Importancia
Es una planta forrajera.

## Taxonomía
Bromus catharticus fue descrita por Martin Vahl y publicado en Symbolae Botanicae,... 2: 22. 1791.
Etimología
Bromus: nombre genérico que deriva del griego bromos = (avena), o de broma = (alimento).
catharticus: epíteto latino que significa "purgativo".
Citología
Número de cromosomas de Bromus catharticus (Fam. Gramineae) y táxones infraespecíficos: 2n=42.
Sinonimia
Anexo:Sinónimos de Bromus catharticus